# Илья, Ивари Гарриевич
И́вари Гарриевич И́лья (эст. Ivari Ilja; род. 3 мая 1959, Таллин, Эстонская ССР, СССР) — советский и эстонский пианист, концертмейстер, педагог. Ректор Эстонской академии музыки и театра (с 2017). Президент Музыкального совета Эстонии. Лауреат Государственной премии Эстонии в области культуры (2001).

## Биография
Родился 3 мая 1959 года в Таллине в музыкальной семье.
В 1977—1981 гг. обучался в Таллинской государственной консерватории (класс Лайне Метс).
В 1978—1981 годах работал концертмейстером в Государственном академическом театре оперы и балета Эстонской ССР «Эстония».
В 1981—1984 гг. обучался в Московской государственной консерватории им. П. И. Чайковского (класс Веры Горностаевой)
В 1984—1986 гг. прошел ассистентуру-стажировку в Московской государственной консерватории им. П. И. Чайковского под руководством Сергея Доренского.
С 1986 года преподает в Таллинской консерватории (ныне Эстонская академия музыки и театра), с 1999 года — профессор.
В 2017 году назначен ректором Эстонской академии музыки и театра.

## Творчество
В ранние годы проявил себя как талантливый концертмейстер. Уже в 1980 году на него обратила внимание Ирина Архипова, с которой он, впоследствии, работал 15 лет. Архипова, совместно с Ивари Ильей, подготовила огромный цикл концертов «Антология русского романса», который имел неизменный успех долгие годы в СССР и за рубежом. Также он сотрудничал с такими певцами, как Дмитрий Хворостовский (с 1989), Мария Гулегина, Елена Заремба, Альбина Шагимуратова. Вместе с ними выступал в Ла Скала, лондонских Куин-Элизабет-холле и Уигмор-холле, Большом театре России, Санкт-Петербургской филармонии, Московской консерватории, Гамбургской государственной опере, Немецкой опере в Берлине, Сантори-холле в Токио, Карнеги-холле и Линкольн-центре, Кеннеди-центре Вашингтоне, Музикферайне в Вене, Моцартеуме в Зальцбурге. Помимо концертмейстерской деятельности активно выступает, как пианист. В его репертуаре — произведения Ф. Шопена, И. Брамса, Р. Шумана, В. Моцарта, С. Прокофьева, Б. Бриттена и др.

## Награды
- Республиканский конкурс пианистов в Таллине (1980; II премия)
- Республиканский конкурс пианистов в Минске (1980; III премия)
- Международный конкурс пианистов им. Фридерика Шопена (Варшава, 1985; диплом за художественные заслуги)
- Международный музыкальный конкурс им. Жозе Вианны да Мотта (Лисабон, 1987; IV премия и специальный приз).
- Государственная премия Эстонии в области культуры (2001)
- Орден Белой звезды IV степени (2008)
- Премия музыкального совета Эстонии (2010)